# Aryeh Leo Olitzki
Aryeh Leo Olitzki (en hebreo: אריה ליאו אוליצקי‎); (Allenstein, Imperio alemán, 4 de junio de 1898 – 1983) fue un bacteriólogo israelí.

## Biografía
Aryeh Olitzki nació en 1898 en Allenstein, Prusia Oriental, Alemania (actual Olsztyn, Polonia). Estudió medicina en las universidades de Berlín y Breslau y en 1921 recibió el doctorado en medicina de esta última, Entre 1921 y 1923 fue nombrado asistente en el Instituto de Higiene de la Universidad de Breslau.
Después de emigrar a Eretz Israel en 1924, Olitzki dirigió los laboratorios de bacteriología en el Hospital Hadassah en Jerusalén y Safed. Paralelamente, en 1928, se unió a la facultad de la Universidad Hebrea de Jerusalén, y fue promovido a profesor en 1949 y decano de la Facultad de Medicina de 1961 a 1965. Su contribución como investigador se refería a sus logros en el estudio de la lepra.
Su principal área de interés se refería a la epidemiología de las enfermedades infecciosas, principalmente las intestinales, la fiebre tifoidea y la disentería. Con el establecimiento del Estado de Israel, ayudó al Ministerio de Salud a establecer la División de Epidemiología y Salud Pública. Durante la Guerra de la Independencia, Olitski realizó pruebas de agua en Jerusalén. Olitski se desempeñó como presidente de la Sociedad Israelí de Microbiología.
En 1964 y 1968, se publicaron dos volúmenes de su libro, del que fue coautor con el profesor Nathan Grosovich, "Los fundamentos de la teoría de los gérmenes y la inmunidad". En 1967 fue galardonado con el Premio Israel de Ciencias Médicas.

## Premios y distinciones
- En 1967, Olitzki recibió el Premio Israel de Medicina.[2]
- Una calle en Beersheba lleva su nombre.

## Obras publicadas
- Yesodot Torat ha-Ḥaidakkim ve-ha-Ḥasinut (AL Olitzki y N. Grossowicz), un libro de texto sobre microbiología e inmunología en dos volúmenes (1964-1968)[1]